# 马来西亚人民福利党
马来西亚土地人民福利党（惠民党） 或Parti Kesejahteraan Insan Tanah Air（KITA）是马来西亚的一个政党。该政党的前身为马来西亚人民公正阵线（AKIM）。
该党由伊斯兰党党内异议人士于1995年创建。 随着四六精神党于1996年的解散，一些党员也加入了公正阵线。 在1999年的全国大选，公正阵线参与了巴西富地和哥打巴鲁国会议席的竞选，可是都没有中选。
在2008年, 该党主席参与峇冬埔補选, 不过只获得92张选票且丢了15000令吉按柜金。不过，他希望可籍着该次大选向全国上下介绍该党。
2013年，该党也参加了全国大选，并在吉打攻打不少选区。其中，包括西塘州选区，但其候选人余云森只获得42票，使到按柜金被没收。

## 改名为惠民党再出发
在2010年12月13日，公正阵线宣布拿督再益.依布拉欣加盟该党，希望他能带领及改进公正阵线以为第13届马来西亚全国大选备战。 该党再详述在同年11月，再益经已辞去人民公正党职位然后递上他加入公正阵线的入党申请表。
於2010年12月15日的党常年大会，拿督莫哈默.再益.依布拉欣被推选为新一任的主席（后称党魁），以取代Zakaria Salleh，该党的离任主席。该党也宣布将取用新党称——马来西亚人民福利党（惠民党）或Parti Kesejahteraan Insan Tanah Air (KITA)。
再益.依布拉欣也宣布惠民党将是开放予全国人民的多元种族民主政党；尽管目前该党尚未成大器, 将注重于长期的目标，有意在国家政治版块大展鸿图。 再益也宣布将于2011年1月19日在吉隆坡揭示惠民党的官方党理念和原则，以及该党的新党章、宣言与党徽。
但于2012年再益.依布拉欣宣佈辞去党魁並退党。

## 党主席/党魁
历任主席
- 1995年 - 1998年2月： Musa Salih[6]
- 1998年 - 1999年: Mohd Din Nizam Din (acting)[11]
- 1999年 - 2002年: Mohammad Yusoff[12]
- 2002年 - 2009年: Hanafi Mamat
- 2009年 - 2010年: Zakaria Salleh[13]

历任党魁
- 2010年 – 2012年：再益.依布拉欣[14]
- 2012年至今: Masrum Dayat[15]

## 资料来源
1. ↑  .   [2015-11-24]. （原始内容存档于2014-10-12）.
2. ↑  .   [2015-11-24]. （原始内容存档于2019-12-04）.
3. ↑  Small step for Akim 的存檔，存档日期2008-09-16.
4. 1 2  .   [2015-11-24]. （原始内容存档于2021-11-18）.
5. 1 2  Zaid resurrects political career, appointed new party chief 的存檔，存档日期2010-12-17., (FreeMalaysiaToday), 15 December 2010
6. 1 2  Eur. . Routledge. 2002: 797. ISBN 1-85743-133-2.
7. ↑  Calon AKIM Yakin Mampu Menang Di Permatang Pauh 的存檔，存档日期2011-05-24.
8. ↑  Zaid Ibrahim now an Akim member 的存檔，存档日期2010-12-16., (The Malaysian Insider), 13 December 2010
9. ↑  Akim renamed to Kita, Zaid is now the Party Chief 的存檔，存档日期2010-12-16., (The Star), 15 December 2010
10. ↑  Zaid: Kita not in Pakatan fold 的存檔，存档日期2010-12-18., (The Malaysian Insider), 15 December 2010
11. ↑  Akibat Menentang PAS
12. ↑  Gabungan Parti Tajaan BN
13. ↑  Five MPs may join Zaid’s new Kita （页面存档备份，存于）, (The Star Online), 16 December 2010
14. ↑  Akim renamed Kita, Zaid’s president 的存檔，存档日期2010-12-18., (The Malaysian Insider), 15 December 2010
15. ↑  .   [2015-11-24]. （原始内容存档于2014-10-10）.

## 相关链接
- Zaid Untuk Rakyat
- Parti Kita official website
- Parti Kita （页面存档备份，存于） on Twitter